# Paratrichius nitidicauda
Paratrichius nitidicauda är en skalbaggsart som beskrevs av Gilbert John Arrow 1938. Paratrichius nitidicauda ingår i släktet Paratrichius och familjen Cetoniidae. Inga underarter finns listade i Catalogue of Life.